# كيت شورتمان
كيت إليزابيث شورتمان (ولدت في 19 نوفمبر 2001) هي سباحة بريطانية متزامنة، وهي الأكثر نجاحًا في تاريخ بلادها مع شريكتها إيزابيل ثورب، فازت بالميدالية الفضية في دورة الألعاب الأولمبية الصيفية 2024 في الثنائي، وهي أول ميدالية تفوز بها بريطانيا العظمى في هذه الرياضة.
تنافست شورتمان في حدث الثنائي النسائي في دورة الألعاب الأولمبية الصيفية 2020 التي أقيمت في طوكيو، اليابان. كما مثلت بريطانيا العظمى في بطولة العالم للرياضات المائية 2017 في بودابست، المجر، وفي بطولة العالم للرياضات المائية 2019 في غوانغو، كوريا الجنوبية وبطولة العالم للرياضات المائية 2022 في بودابست، المجر. في عام 2023 في بطولة العالم للرياضات المائية 2023 في فوكوكا، فازت بأول ميدالية عالمية في الروتين الحر الفردي، بعد فوزها بالميدالية البرونزية في الثنائي مع ثورب في دورة الألعاب الأوروبية 2023. وشهد العام التالي نجاحاً متواصلاً في الفوز بالميدالية الفضية لشورتمان وثورب في الثنائي الأوروبي والعالمي والأولمبي.
أصبحت السباحة كيت شورتمان وإيزي ثورب أول بريطانيتين تفوزان بميدالية ثنائية في بطولة العالم للسباحة بعد حصولهما على الميدالية الفضية وسجل الثنائي وكلاهما يبلغ من العمر 22 عاما، 259.560 نقطة في منافساتهما النهائية ضمن بطولة العالم للرياضات المائية 2024 في الدوحة.

## روابط خارجية
- كيت شورتمان في اللجنة الأولمبية الدولية
- كيت شورتمان في موقع أوليمبيديا